# Uroctea quinquenotata
Espèce
Uroctea quinquenotata est une espèce d'araignées aranéomorphes de la famille des Oecobiidae.

## Distribution
Cette espèce vit en Afrique du Sud, où elle se rencontre au Cap-Occidental et au Cap-du-Nord, et en Namibie.

## Publication originale
- Simon, 1910 : Arachnoidea. Araneae (ii). Zoologische und anthropologische Ergebnisse einer Forschungsreise im Westlichen und zentralen Südafrika. Denkschriften der Medicinisch-naturwissenschaftlichen Gesellschaft zu Jena, vol. 16, p. 175-218.